# Christian Meier (storico)
Christian Meier (Słupsk, 16 febbraio 1929) è uno storico dell'antichità tedesco.

## Biografia
Christian Meier ha iniziato gli studi a Stettino, Rostock e Amburgo. Nel 1948, diplomatosi al liceo di Amburgo, ha studiato storia, filologia classica e diritto romano all'Università di Amburgo. Nel 1956 ha conseguito il dottorato con Hans Schaefer all'Università di Heidelberg. Nel 1963 ha conseguito l'Habilitation all'Università di Francoforte, allievo di Hermann Strasburger e Matthias Gelzer. Nel 1964 ha conseguito la libera docenza a Friburgo in Brisgovia, insegnando storia antica a Basilea (1966), Colonia (1968), nuovamente a Basilea (1973), e a Bochum (1976). Nel 1981 è succeduto a Siegfried Lauffer nella cattedra di "Storia antica, con particolare attenzione alla storia sociale ed economica" di Monaco di Baviera dove è professore emerito di storia antica dal 1997.

## Opere
- Res Publica amissa, 1966
- Entstehung des Begriffs "Demokratie", 1970
- Die Entstehung des Politischen bei den Griechen, 1980
  - trad. it.: La nascita della categoria del politico in Grecia, 1988
- Caesar, Berlino, 1982 (ristampa: Monaco di Baviera, 1997)
  - trad. it.: Giulio Cesare, Garzanti, 1993 (altra ediz.: Il Giornale, Milano, senza data)
- Athen. Ein Neubeginn der Weltgeschichte, Wolf Jobst Siedler Verlag, Berlino 1993
  - trad. it.: Atene. La città che inventò la democrazia e diede un nuovo inizio alla storia, Garzanti, 1996 ISBN 88-11-69326-8